# Михайлівська церква (Нова Гребля)
Михайлівська церква — православний храм у селі Нова Гребля Калинівської громади Вінницької області, пам'ятка архітектури національного значення.
Церква зведена в стилі пізнього класицизму у 1701 р., на стінах якої зберігся живопис ХІХ ст. Первісний вигляд храму не зберігся до нашого часу, у зв'язку з капітальним ремонтом 1860 році. Церква збудована на кошти священника Луки, який вклав у будівництво власних 500 карбованців золотом, та членів його родини.
Це архітектурна пам'ятка, яка згадується в довіднику найбільших архітектурних пам'ятників України, виданому в м. Балтимор, США.

## Галерея

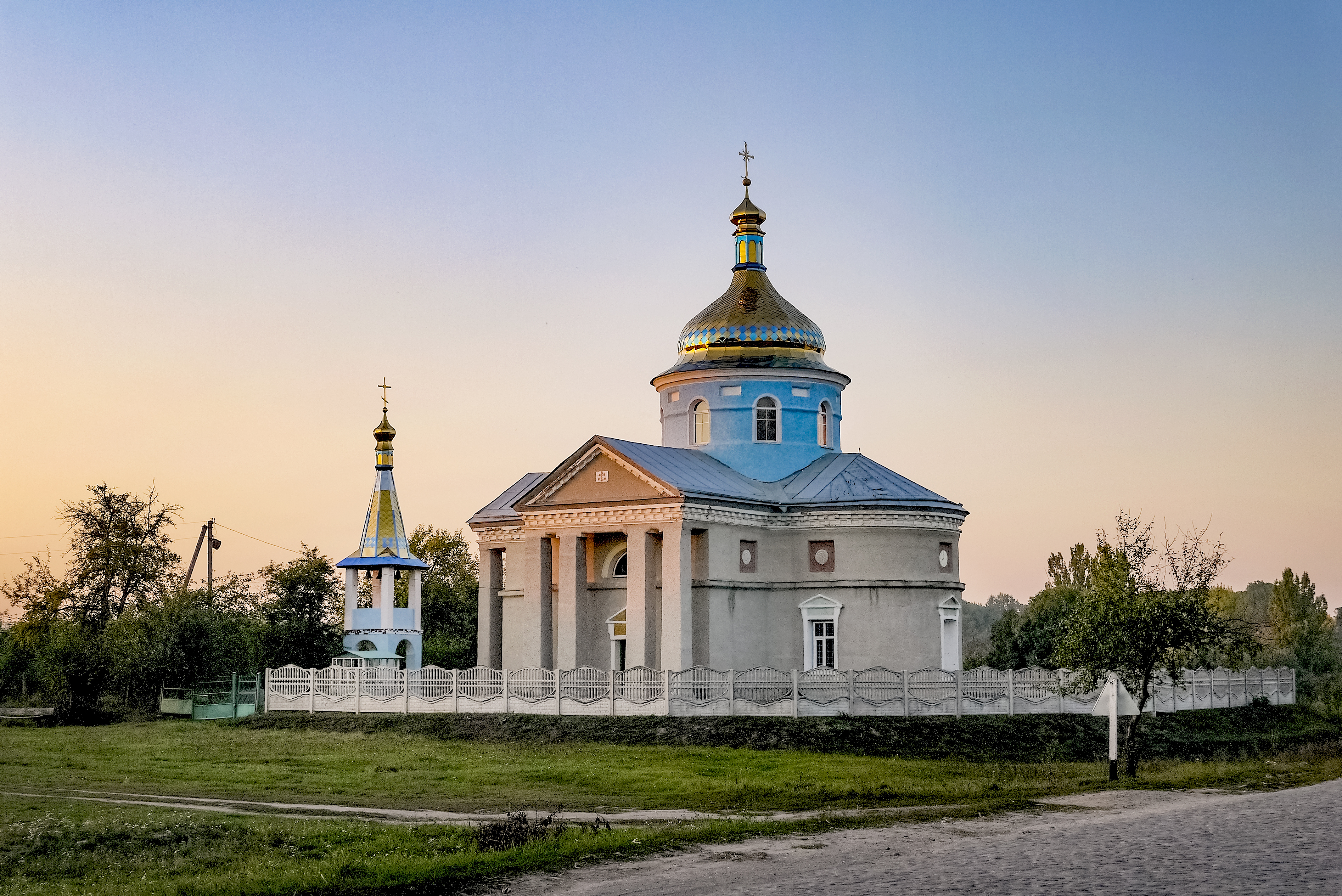
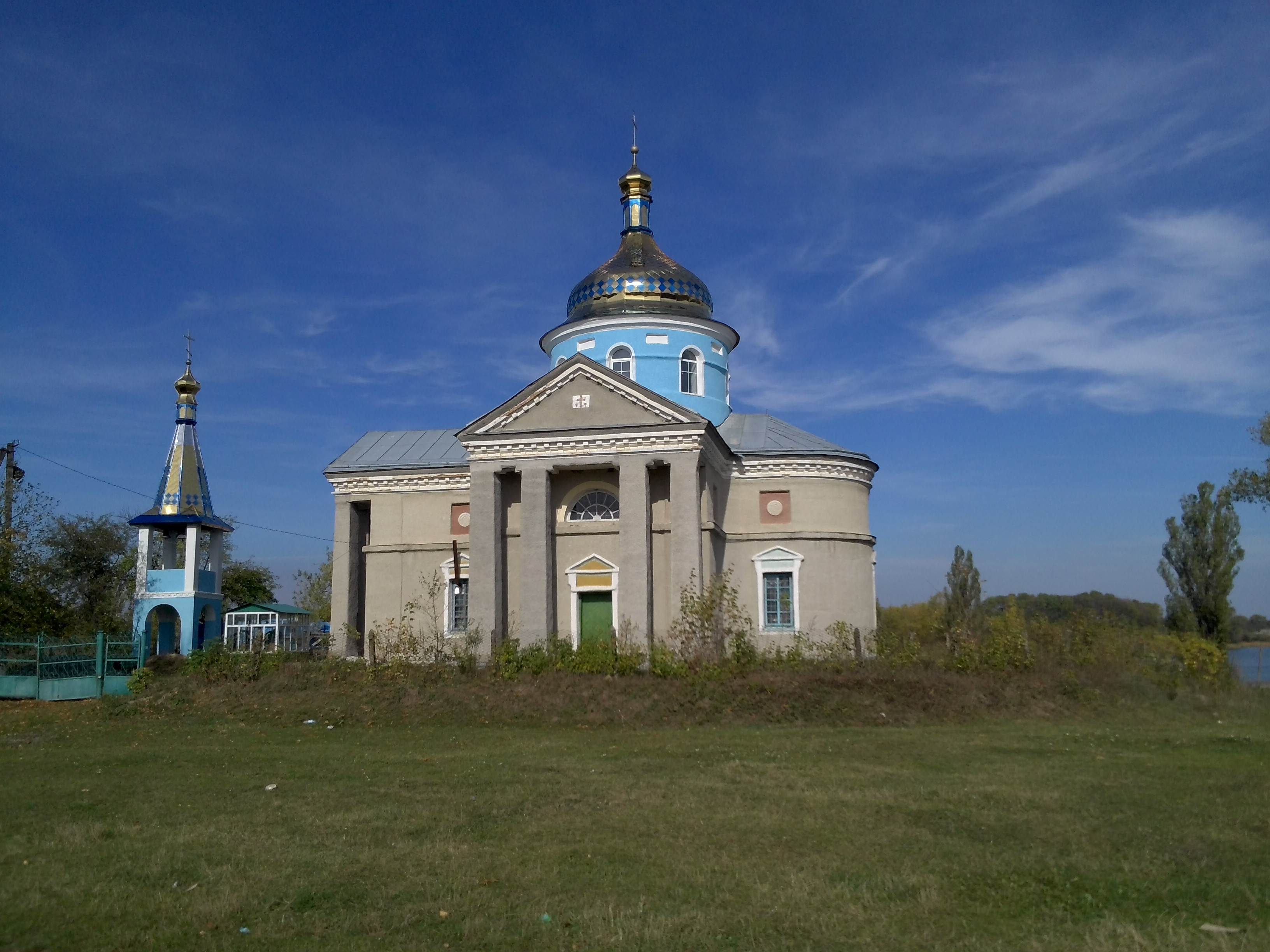
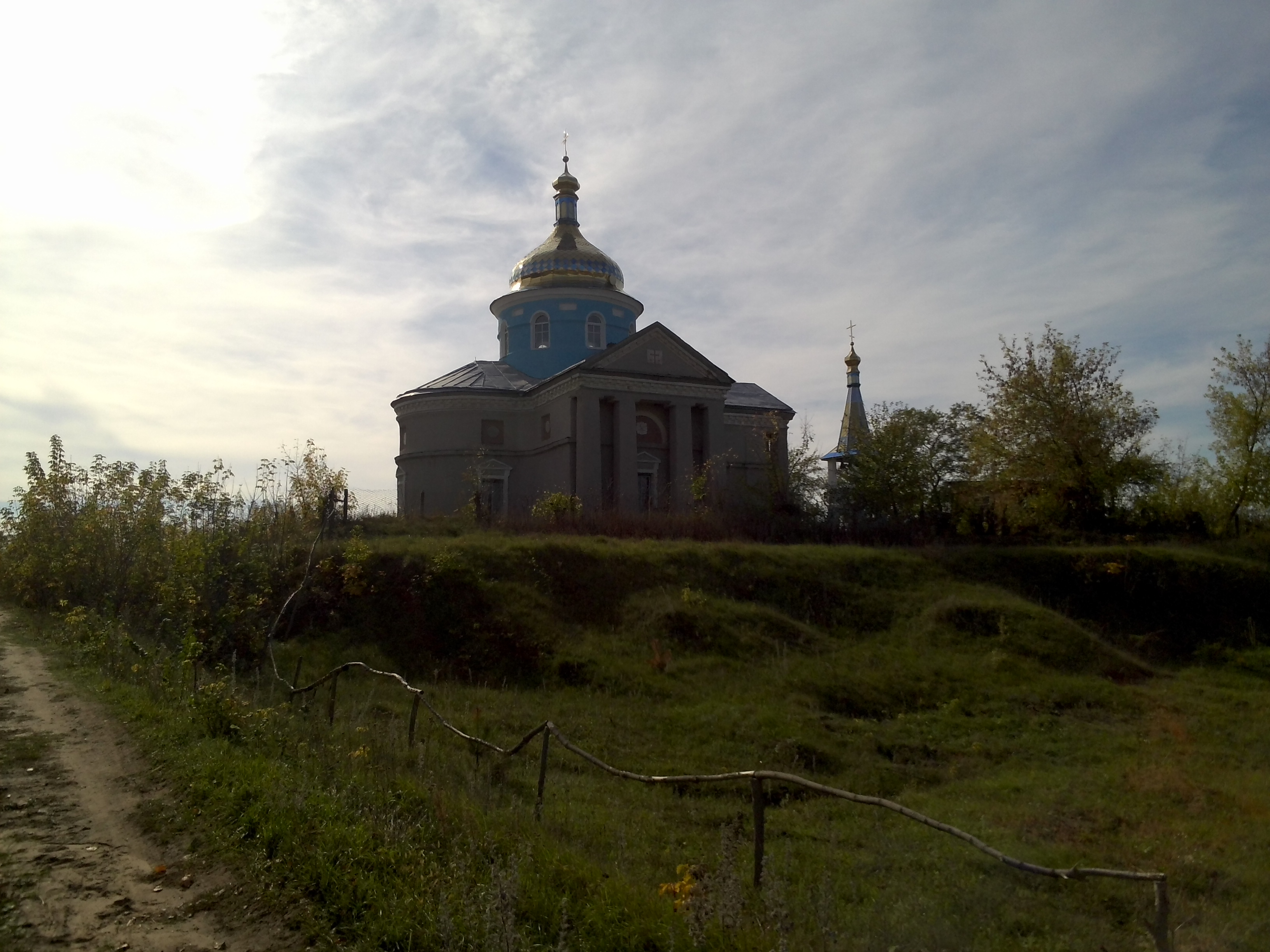
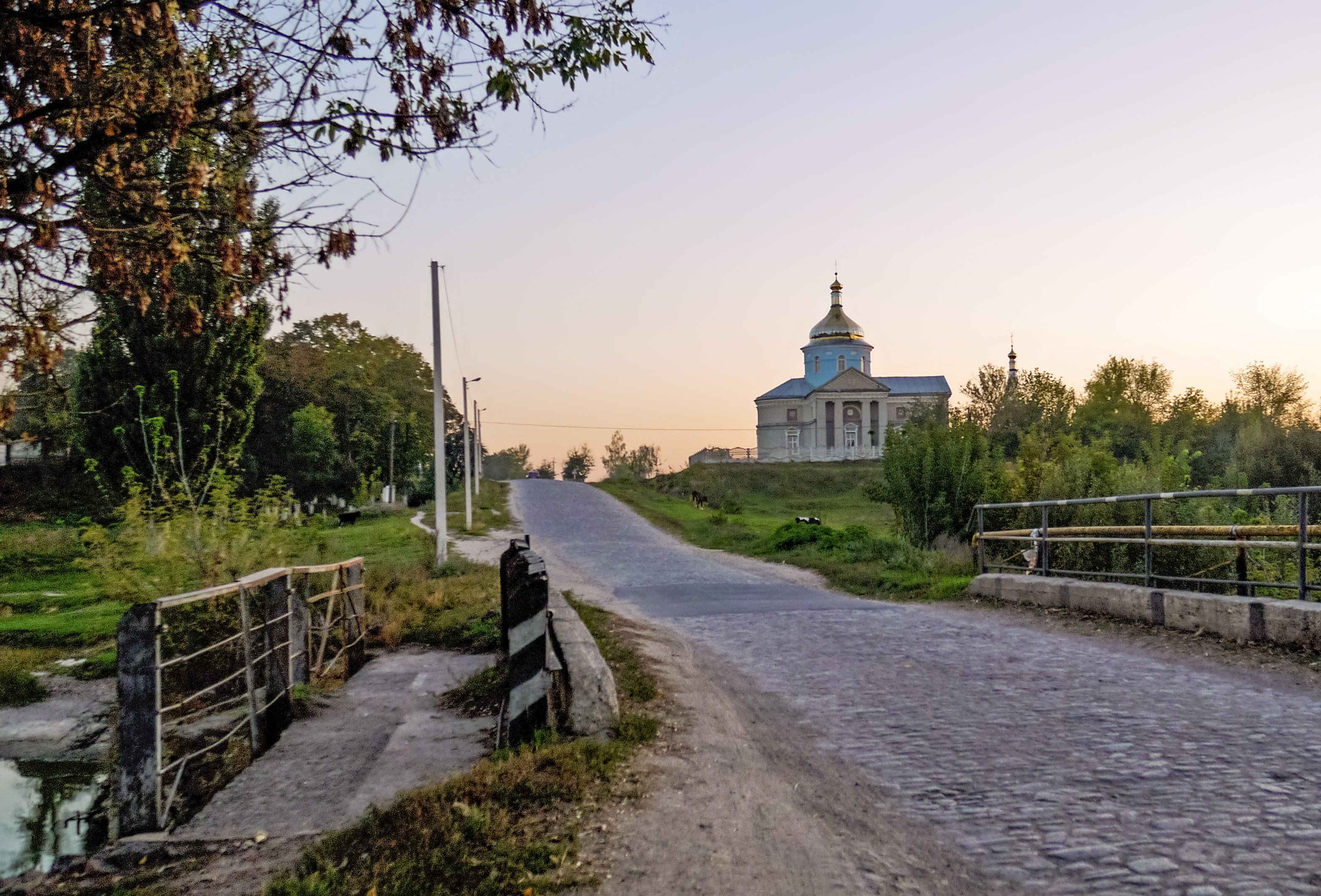